# Kawasaki-ku
Pour les articles homonymes, voir Kawasaki.
Kawasaki (川崎区, Kawasaki-ku) est l'un des sept arrondissements de la ville de Kawasaki dans la préfecture de Kanagawa au Japon. Il est situé au sud-est de la ville, au bord de la baie de Tokyo.

Situation de Kawasaki-ku dans Kawasaki.

En 2016, sa population est de 224 104 habitants pour une superficie de 39,53 km2, ce qui fait une densité de population de 5 670 hab./km2.

## Lieux notables

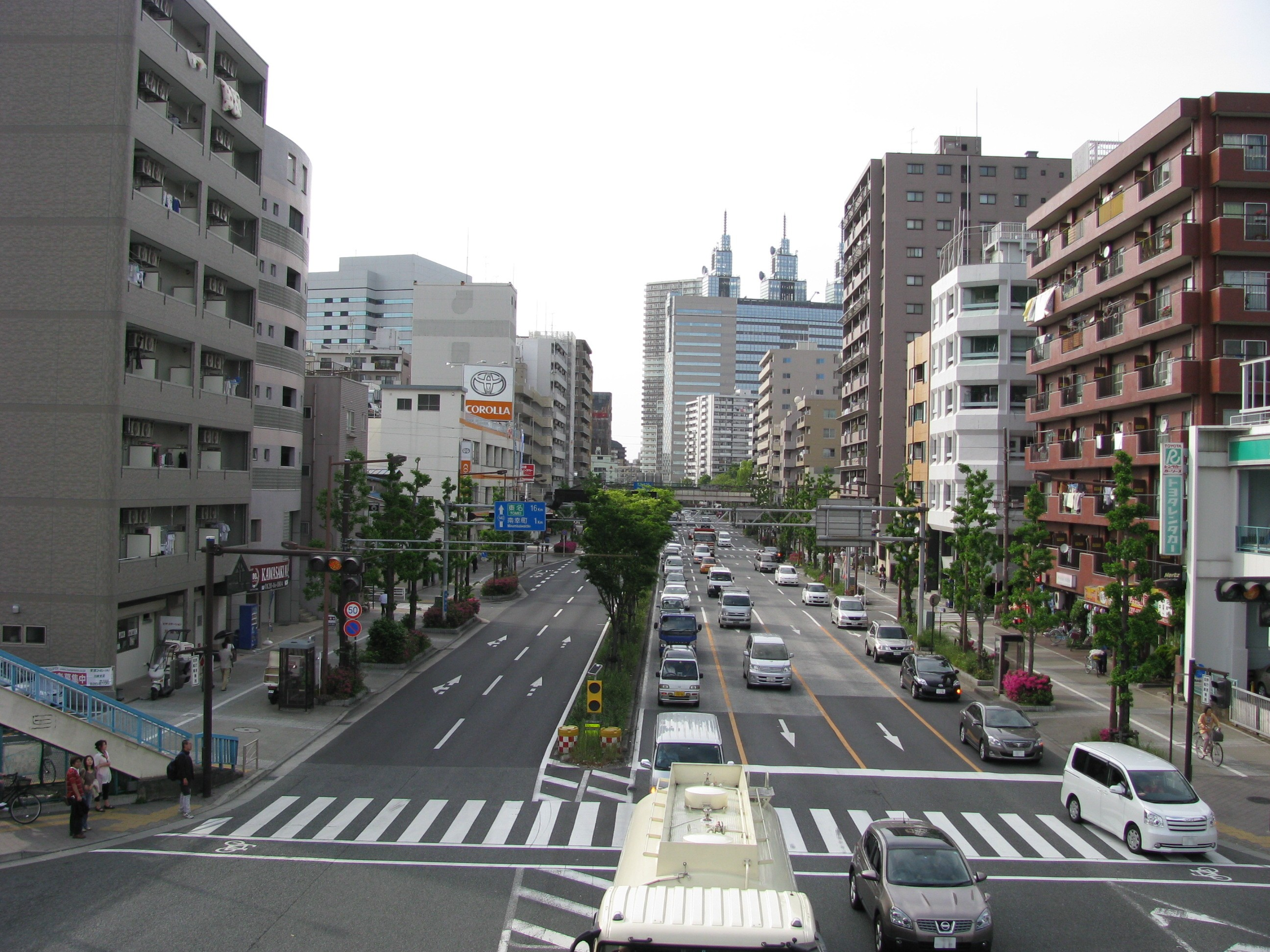
Carrefour Motoki à Kawasaki-ku.

- Kawasaki Daishi
- Kawasaki-juku

## Transport publics
L'arrondissement est desservi par plusieurs lignes ferroviaires :
- lignes Tōkaidō, Nambu et Tsurumi de la compagnie JR East,
- lignes principale et Daishi de la compagnie Keikyū.

La Tokyo Wan Aqua-Line qui traverse la baie de Tokyo part de Kawasaki-ku.